# Wat Tyler
Wat Tyler (4 de janeiro de 1341 ─ 15 de junho de 1381) foi um dos líderes da Revolta Camponesa de 1381. Pouco se sabe sobre Tyler. Muitas vezes ele é citado por cronistas como Wat Tyler de Maidstone, Essex ou até mesmo de Kent.

## Revolta

### Contexto histórico
Após a Guerra dos Cem Anos, a Inglaterra mergulhou em um caos político-econômico. As zonas rurais, já devastadas pela Peste Negra em 1349, enfrentaram uma grande escassez de mão-de-obra devido à tragédia causada pela epidemia. O antigo sistema feudal, onde os camponeses eram considerados propriedade dos senhores, agravou a situação.
Com a ordem tradicional aparentemente chegando ao fim, a senhoria tomou medidas no parlamento para preservar seu controle sobre os camponeses. A imposição de pesados impostos, como o xelim, tornou a situação ainda mais difícil. Cada indivíduo se via obrigado a pagar o tributo, independentemente de seus rendimentos.
As revoltas eclodiram, resultando na expulsão de cobradores de impostos das áreas que visitavam. Nesse cenário, surgiram os "Pregadores Radicais" no século XIV, sacerdotes considerados de segunda categoria, que percorriam aldeias pregando a igualdade para os camponeses e incitando à rebelião.

### Chegada de Wat Tyler na liderança da revolta
No que parece ter sido uma revolta popular bem organizada e coordenada, os camponeses partiram para Londres no dia 2 de junho, numa espécie de movimento de pinça. Os aldeões do norte do Tâmisa, principalmente de Essex, Norfolk e Suffolk, convergiram para Londres via Chelmsford. Aqueles do sul do Tâmisa, compostos principalmente pelo povo de Kent, primeiro atacaram o Castelo de Rochester e depois a Canterbury de Sudbury, antes de partirem para Blackheath, nos arredores de Londres.
À medida que os camponeses se mudavam para Londres, destruíram registos e registos fiscais e removeram as cabeças de vários funcionários fiscais que se opuseram a que o fizessem. Prédios que abrigavam registros do governo foram incendiados, incluindo o Palácio de Savoy. Contando com a destruição de várias construções relacionadas ao governo e, em diversas ocasiões, com o linchamento de inimigos do povo inglês — pessoas associadas à realeza, guardas, etc. O rei Ricardo II e seus conselheiros refugiaram-se na Torre de Londres. Foi durante a marcha que um homem emergiu como seu líder natural — Wat Tyler, nomeado líder dos rebeldes em Kent em 7 de junho de 1381.
A essa altura, o fato de os bordéis serem posse de vereadores distintos, fez com que Tyler destruísse muitos deles queimando-os. Ele também dizia que a Igreja arrecadava fundos para a prática da prostituição e que com este negócio tinha a finalidade de lucrar cerca de 28 mil ducados por ano. Graças a isso, naqueles tempos, os que eram explorados e odiavam a nobreza tinham os seus sentimentos de injustiça reforçado.

### Diálogo com o rei gera maus resultados

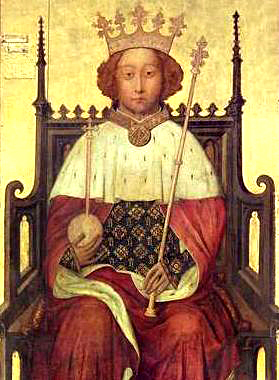
Rei Ricardo II.

Em 14 de junho, numa tentativa de evitar maiores conflitos, Ricardo II concordou em se reunir com os camponeses em Mile End, onde estes apresentaram suas demandas. Eles buscavam a liberdade para viajar pelo país e a entrega para execução de alguns dos conselheiros menos populares do rei. Apesar de ter apenas 14 anos na época da revolta, o rei declarou sua concordância com as exigências. Muitos, satisfeitos com a promessa de um fim para a servidão e o feudalismo, iniciaram o retorno às suas casas.
Entretanto, enquanto essa reunião ocorria, alguns rebeldes marcharam em direção à Torre de Londres e assassinaram Simon Sudbury, o Arcebispo de Canterbury, e Robert Hales, o Tesoureiro, tendo suas cabeças decepadas em Tower Hill. Com os exércitos do rei dispersos por França, Escócia e País de Gales, Ricardo II passou a noite escondido, temendo por sua vida.
No dia seguinte, Ricardo concordou em se encontrar novamente com os camponeses, desta vez em Smithfield. Durante a reunião, o rei informou aos camponeses que deveriam deixar Londres, pois havia concordado com suas exigências. No entanto, Tyler expressou o desejo de mais reformas. Alguns cronistas registraram que Tyler parecia prestes a atacar Ricardo, levando o prefeito de Londres, William Walworth, a intervir para proteger o rei. Tyler foi apunhalado, supostamente pelo próprio prefeito ou pelos soldados de Ricardo, e conseguiu fugir, sendo posteriormente localizado, capturado e executado.
Ricardo então se aproximou da multidão de camponeses, que exigiram a abolição da servidão. O rei concordou, declarando-se o líder deles e instruindo-os a deixar a cidade. A maioria dos camponeses partiu, acreditando que as mudanças acordadas em Mile End seriam implementadas. No entanto, as promessas de Ricardo não foram cumpridas, e a servidão não foi abolida.

### Pós-rebelião
A Revolta dos Camponeses de 1381, que teve impactos imediatos e de longo prazo, resultou na intervenção militar de Ricardo II para suprimir os rebeldes. Isso levou à execução de líderes como o pregador John Ball e Jack Straw, líder dos rebeldes de Essex. Embora a servidão não tenha sido abolida, houve um relaxamento gradual das regras sobre os servos, proporcionando mais liberdade de movimento ao longo do tempo. A revolta, embora não tenha alcançado todas as mudanças desejadas pelos camponeses, destacou sua capacidade de organização em massa, servindo como um aviso aos futuros monarcas sobre a potencial força da oposição camponesa.
Além disso, a revolta teve uma consequência notável: o imposto de capitação, conhecido como "xelim", não foi reintroduzido na Inglaterra por nenhum governo até o ano de 1990. Essa pausa de quase seis séculos destaca como a revolta influenciou de maneira duradoura as políticas fiscais do país.

Após duramente assassinar os insurgentes, Ricardo organizou, junto ao prefeito de Londres, milícias paragovernamentais para reprimir a Revolta. Após mais alguns meses de combate, a realeza finalmente venceu, executando os líderes do movimento e matando pelo menos 1.500 rebeldes. Entretanto, o episódio resultou numa aceleração da queda do feudalismo em toda a Europa, abrindo espaço para o que futuramente se tornaria o capitalismo.